# 王兆兵 (解放軍少將)
王兆兵，男，中共政治人物、軍事人物，中共黨员，中國人民解放军少將。

## 經歷
曾仼中国人民解放军驻香港部队副政治委员兼纪委书记。

## 資料來源
1. ↑  中国人民解放军驻香港部队赴博罗县响水中心小学开展走访慰问活动[]
2. ↑  .   [2022-05-17]. （原始内容存档于2021-06-13）.
3. ↑  
香港特区政府举办“为保卫香港而捐躯之人士”纪念活动